# La transmissió d'en Puyal
La transmissió d'en Puyal (anteriorment Futbol a Catalunya Ràdio), també coneguda com La TdP, era un programa esportiu de Catalunya Ràdio conduït per Joaquim Maria Puyal. El programa no tenia un lloc fix a la graella de programes de l'emissora, en tant que era el programa que retransmetia els partits oficials del Futbol Club Barcelona per la freqüència de Catalunya Ràdio. La transmissió d'en Joaquim Maria Puyal del partit entre el Futbol Club Barcelona i la U. D. Las Palmas —el 5 de setembre de 1976 a través de l'EAJ-1 Ràdio Barcelona— va ser la primera locució en català d'un partit de futbol després del franquisme, i fou l'embrió d'aquest programa, que es va emetre a Catalunya Ràdio des de la temporada 1985-86 fins a la temporada 2017-2018, àmpliament reconegut per la seva tasca normalitzadora de l'ús del català a les retransmissions de futbol a la ràdio.
Joaquim Maria Puyal fou el director de la transmissió, un programa de quatre hores de durada que s'iniciava una hora abans l'inici dels partits i acabava una hora després del xiulet final. Diversos periodistes feien possible cadascuna d'aquestes retransmissions, tant presencialment des dels estadis durant els partits de futbol com des dels estudis de l'emissora, tot realitzant anàlisis tècniques (a càrrec de Ricard Torquemada), valoracions sobre accions de joc que generaven dubtes des de la sala d'imatges, estadístiques i dades de tota mena.
L'any 2010, el programa fou distingit amb el Premi Nacional de Radiofusió, concedit per la Generalitat de Catalunya.
El 16 de gener de 2013, en un partit contra el Màlaga, el programa celebrà les 2.000 transmissions de futbol en català, en 36 anys de partits. L'estiu de 2018, Joaquim Maria Puyal va anunciar que la temporada 2018-2019 ja no narraria els partits de futbol del Futbol Club Barcelona per la ràdio, argumentant que tenia intenció de reorientar la seva carrera professional. El relleu en aquesta tasca el prengué Ricard Torquemada i el programa, que mantingué un format molt similar al de La TdP es passà a anomenar La TdT, mantenint el joc de paraules amb el cognom del locutor.
Entre els col·laboradors del programa durant la seva història trobem Josep Lluís Merlos, Eduard Boet, Isabel Bosch, Antoni Bassas, Josep Maria Déu, Xavier Graset, Coia Ballesté, Pilar Calvo, Sandra Sarmiento, Rut Vilar, Ricard Torquemada, Francesc Garriga, Carles Domènech, Iu Forn, Marc Domènech, Cristian Garcia, Sergi Cutillas, Laia Tudel, Marta Carreras, Olga Clapés, Jaume Ramon, Miquel Agut, Albert Mora i Jordi Nomdedéu